# Ханін Віталій Олегович
Віталій Олегович Ханін (нар. 25 березня 1997, Суми) — український актор театру та кіно.

## Біографія

### Ранні роки
Народився 25 березня 1997 роках в місті Суми. Закінчив Сумську ЗОШ № 12 ім. Б.Берестовського. В дитинстві займався різними видами спорту від футболу до бейсболу. Жодних натяків на майбутню професію актора в нього не було. 

### Навчання
У 2014 році після школи вступив в Українську Академію Банківської Справи, де навчався за спеціальністю Економічна Кібернетика.
Саме в УАБС у хлопця з’явилось бажання грати на сцені. Він брав участь у різного роду заходах від студентського КВК до ведучого різних заходів. Згодом він зрозумів, що цього йому замала, і він вирішив відвідувати молодіжний театр «Кураж», з якого і почався його творчий шлях. Сам хлопець говорить: «Я чітко пам’ятаю момент коли захотів стати актором, це був вечір коли я потрапив на відео бекстейджу фільму «Сутінки», мені так сподобалось це залаштунки кіно, що я вирішив стати актором». В саме цей час в театрі «Кураж» збиралися ставити виставу «Те що не вмирає» за мотивами драми-феєрії Лесі Українки «Лісова пісня». На здивування хлопця він отримав головну роль Лукаша в цій виставі. Згодом вистава  була відзначена багатьма нагородами на різних фестивалях. Зокрема на міжнародному фестивалі «Схід-Захід» в м.Краків, Віталій отримав нагороду за головну чоловічу роль. 

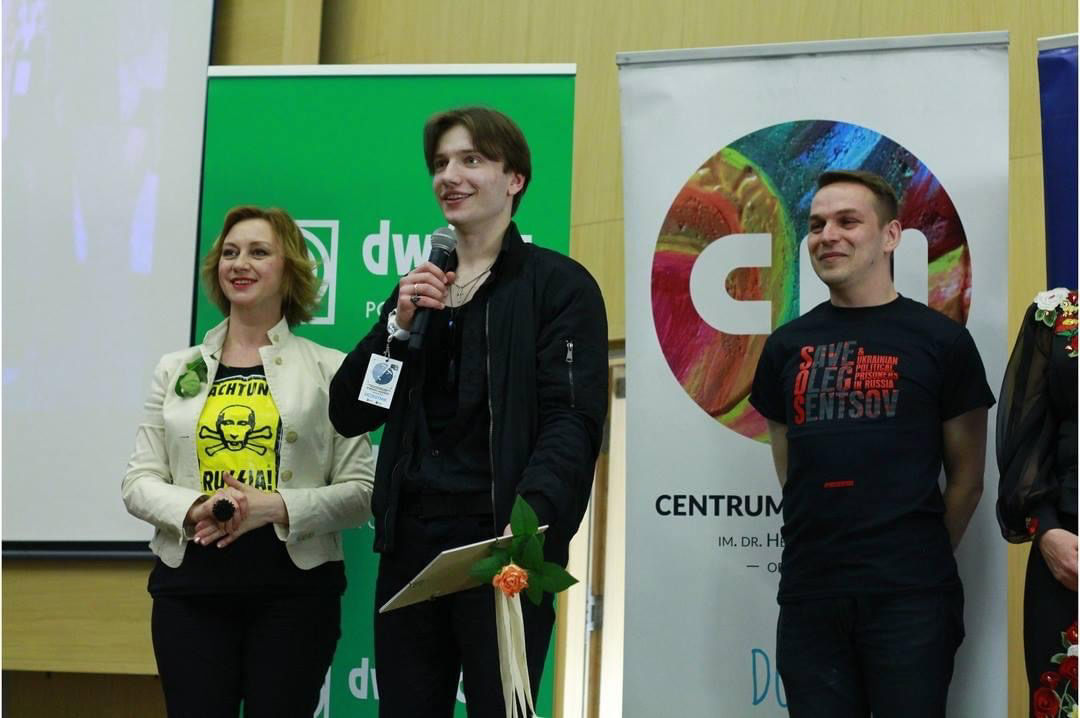
Отримує нагороду на фестивалі «Схід-Захід» в місті Краків, 2019 рік

Після цього хлопець вирішив вступати в театральний університет ім. Карпенка-Карого. На жаль спроба виявилась невдалою. Тому хлопець поїхав працювати в Польщу аби в наступному році знову спробувати вступити. У 2020 році Ханін вступає в Карпенка Карого на курс до Андрія Білоуса.
3-го січня 2023 року дебютує на професійній сцені у виставі Молодого театру «Жагуча Таємниця» в ролі Фердинанда.

## Особисте життя
Ханін є прихильником багатьох видів спорту, зокрема: футбол, баскетбол, формула 1, та ін. 
Є фанатом футбольного клубу Манчестер Юнайтед.
Має найкращого друга Макара, з яким вони товаришують з трьох років.

## Ролі у театрі
Київський академічний Молодий театр
- 2023 — «Жагуча таємниця» за новелами Штефана Цвайга; реж. Андрій Білоус — Фердинанд

- 2023 — «Симулянти» за пʼєсою  «Уявно хворий» Жана Батиста Мольєра; реж. Андрій Білоус — Пан Діафуарус

- 2024 — «Саломея» за пʼєсою  «Саломея» Оскара Вайлда; реж. Володимир Борисюк — Тигеллін

- 2024 — «Декамерон» за новелами  «Декамерон»  Джованні Боккаччо; реж. Андрій Білоус — Цеппа

- 2025 — «Патетична Соната» за пʼєсою   «Патетична Соната»  Миколи Куліша; реж. Дмитро Весельський — Лука

## Нагороди та номінації
| Нагорода              | Рік  | Категорія              | Робота                            | Результат |
| --------------------- | ---- | ---------------------- | --------------------------------- | --------- |
| «Схід-Захід» м.Краків | 2019 | Найкраща чоловіча роль | «Те що не вмирає» (вистава, 2019) | Перемога  |